# ヴォールト (飲料)
ヴォールト（ボールトとも。英語名Vault。）は2005年6月に米コカ・コーラ社によって発売された炭酸飲料。

## 概要
ヴォールトは発売と共に「Drinks like a Soda, Kicks like an Energy Drink」、「The Taste. The Quench. The Kick.」、「Get to It.」等のキャッチフレーズでアメリカ合衆国で親しまれている。味はシトラス風味であり、これは同社がかつて発売し、2002年に製造停止となった炭酸飲料水、SURGE（サージ）と近似した原材料を含む。そのあまりに似通った風味のせいか、コカコーラ社代表は現在SURGE店頭販売復刻を切に願う熱狂的ファンによるコミュニティサイト、SaveSURGE.orgにヴォールトの発売の告知とその信用性を表示している。

米コカコーラ代表と米飲料業協会（The American Beverage Association）は、原材料としてヴォールトに8オンス中47ミリグラムのカフェインが含まれている事を発表しており、これは12オンスペットボトル中70.5ミリグラム、同じく20オンスペットボトル中117.5ミリグラムに相当する数値である。これはSURGEの12オンス中52.5ミリグラム、ペプシコーラ社の炭酸飲料水、マウンテンデュー（Mountain Dew）の同量中55ミリグラムのカフェイン含量より実質的に高い数値となっている。

2005年9月に同社より、同じ風味で糖分等をカットしたヴォールト・ゼロが発売された。

## 商品概要
- 20オンスペットボトル（591ミリリットル）
- 12オンス缶18本セット参照
- 1リットルペットボトル
- 2リットルペットボトル
- 16オンス拡張缶

## 試験販売
全米発売の前に、2005年6月から9月の第1月曜日にあたる労働者の日まで、一部限定地域で同商品の試験販売が行われた。試験販売期間中は、アラバマ州、ミシガン州、ノースカロライナ州、サウスカロライナ州、テネシー州、バージニア州、ジョージア州、カンザス州、ウェストバージニア州の特定のスーパーで入手可能だった。ヴォールトはその後2006年2月に全米で発売となった。